# Clauzadea chondrodes
Clauzadea chondrodes är en lavart som först beskrevs av A. Massal., och fick sitt nu gällande namn av Clauzade & Cl. Roux ex Hafellner & Türk 2001. Clauzadea chondrodes ingår i släktet Clauzadea och familjen Porpidiaceae.  Arten är reproducerande i Sverige. Inga underarter finns listade i Catalogue of Life.